# Francisco Di Franco
Francisco Di Franco (ur. 28 stycznia 1995 w San Miguel, Argentyna) – argentyński piłkarz, grający na pozycji napastnika.

## Kariera piłkarska

### Kariera klubowa
Wychowanek klubu Boca Juniors. 16 czerwca 2013 rozpoczął karierę piłkarską w pierwszym składzie Boca Juniors. W połowie 2015 roku został wypożyczony do meksykańskiego Tlaxcala FC. 4 sierpnia 2016 przeszedł do cypryjskiego Apollonu Limassol, skąd natychmiast został wypożyczony do AEZ Zakaki. 26 lipca 2017 zasilił skład ukraińskich Karpat Lwów. 31 maja 2018 lwowski klub wykupił kontrakt piłkarza. 17 stycznia 2020 zasilił skład SK Dnipro-1.